# Кераміка (Сток-он-Трент)
Кераміка (Сток-он-Трент)  — центр гончарного виробництва у Британії в графстві Стаффордшир.

## Історія
Містечко Сток-он-Трент уславилось керамічним виробництвом. Згодом на розвиток виробництва вплинуло декілька нових факторів, серед них —
- промислова революція у Британії
- залізниця і залізнична станція у Сток-он-Трент
- дешева робітнича сила
- утворення нового міста шляхом приєднання декількох малих містечок і сел з адміністративним центром у Сток-он-Трент.

На тлі цих факторів керамічний центр у місті виробився у провідні в Британії. Керамічне виробництво заснував Томас Мінтон та його син Герберт разом із племінником Коліном Мінтоном Кемпбеллом.
Пожвавлення торгівлі і ввезення у Британію екзотичних виробів (кераміка, лаки, порцеляна Китаю, Японії, середньовічних Персії, арабського Єгипта) сприяло моді на екзотичні речі і їх колекціонування.
Якщо технологічні питання керамічного виробництва вирішувались за рахунок місцевих і новітніх напрацювань, форми і декор почали запозичувати з кераміки Персії, Японії, Китаю, наново їх комбінуя і додаючи фантазійні варіанти. Незвичність керамічних виробів, їх екзотичність стануть характерною ознакою кераміки Сток-он-Трент. На стилістику кераміки впливали також приватні колекції порцеляни і кераміки азійських країн, котрі мали завзяті колекціонери Томас Мінтон та Колін Мінтон Кемпбелл. Годилось усе, що підвищувало товарну привабливість виробів і збільшувало прибуток. Розквіт виробництва припав на другу половину 19 ст.
Британська якість керамічних виробів була збільшена ще й за рахунок залучення нових технологів і дизайнерів. Серед новоприбулих був француз Луї-Марк-Еммануель Солон, що працював на мануфактурі Севр. Події франко-пруської війни, поразка Франції і Паризька комуна налякали багатьох, серед біженців у Британію опинились Клод Моне і Луї-Марк-Еммануель Солон. Останній працював і як технолог, і як викладач, що набирав учнів. Серед його учнів був і англієць Чарльз Тофт старший.
Чарльз Тофт старший виявився талановитим продовжувачем традицій, заснованих на керамічному виробництві до нього.
Існували у місті і інші керамічні майстерні, продукція котрих була достатньо індивідуальною і вартою уваги.

## Галерея обраних виробів інших керамічних майстерень Сток-он-Трента

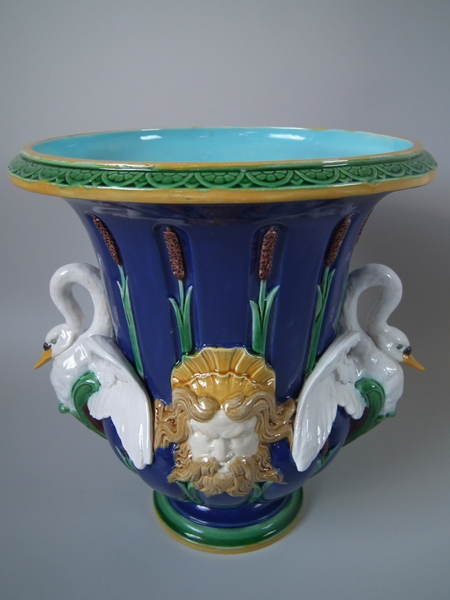
Мінтон і кампанія. «Ваза із ліпленим декором», 1865 р.
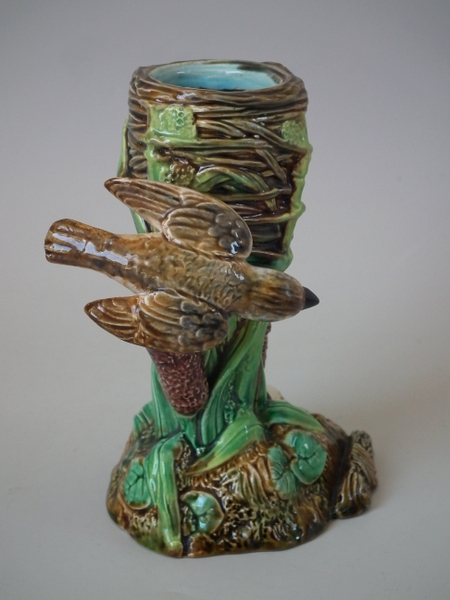
Ваза в натуралістичному стилі. Завод Джорджа Джонса. Британія, бл. 1872 р.